# Дерпштедт
Дерпштедт (нім. Dörpstedt) — громада в Німеччині, розташована в землі Шлезвіг-Гольштейн. Входить до складу району Шлезвіг-Фленсбург. Складова частина об'єднання громад Кропп-Штапельгольм.
Площа — 16,61 км2. Населення становить 550 ос. (станом на 31 грудня 2020).

## Галерея

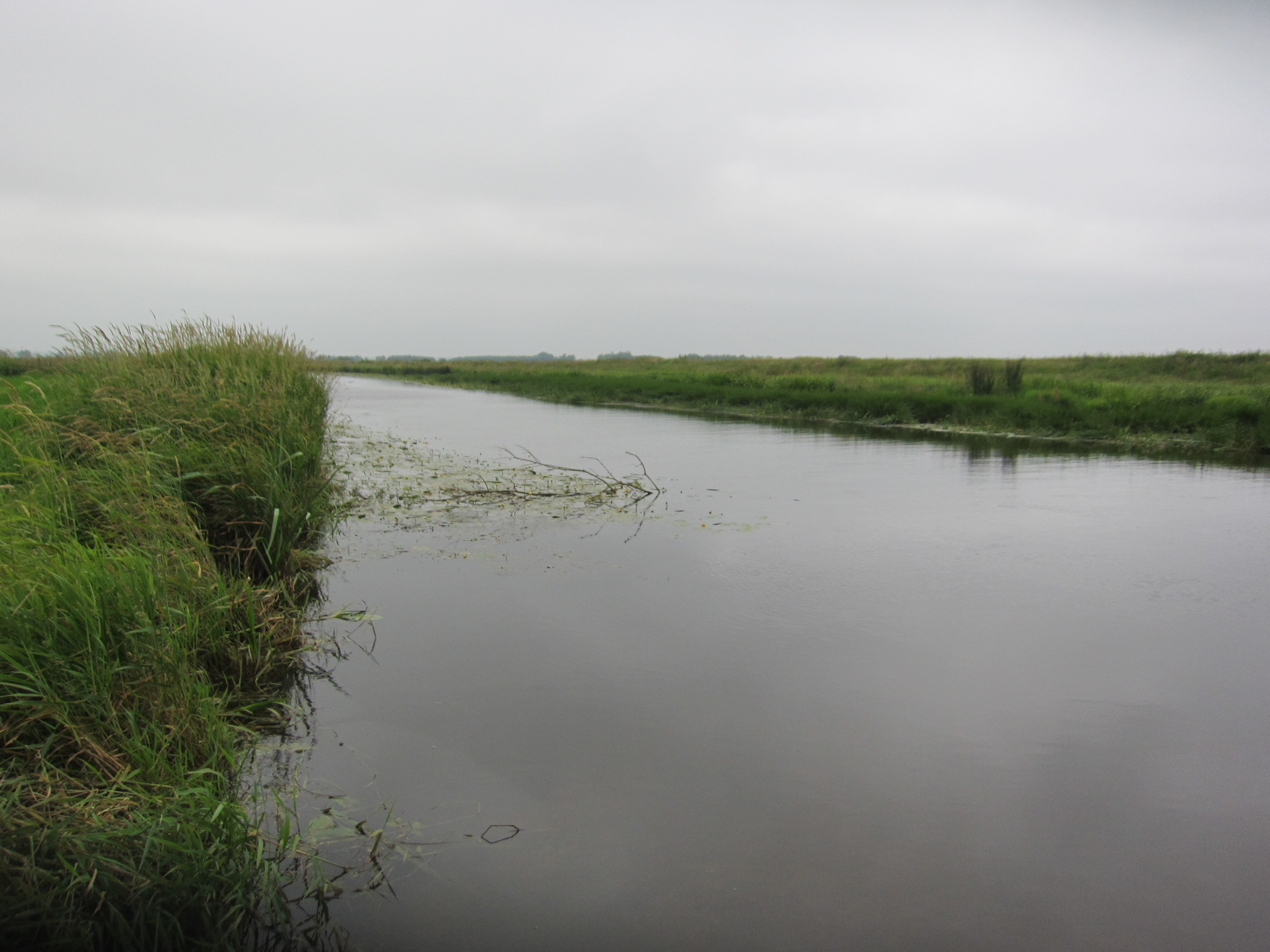
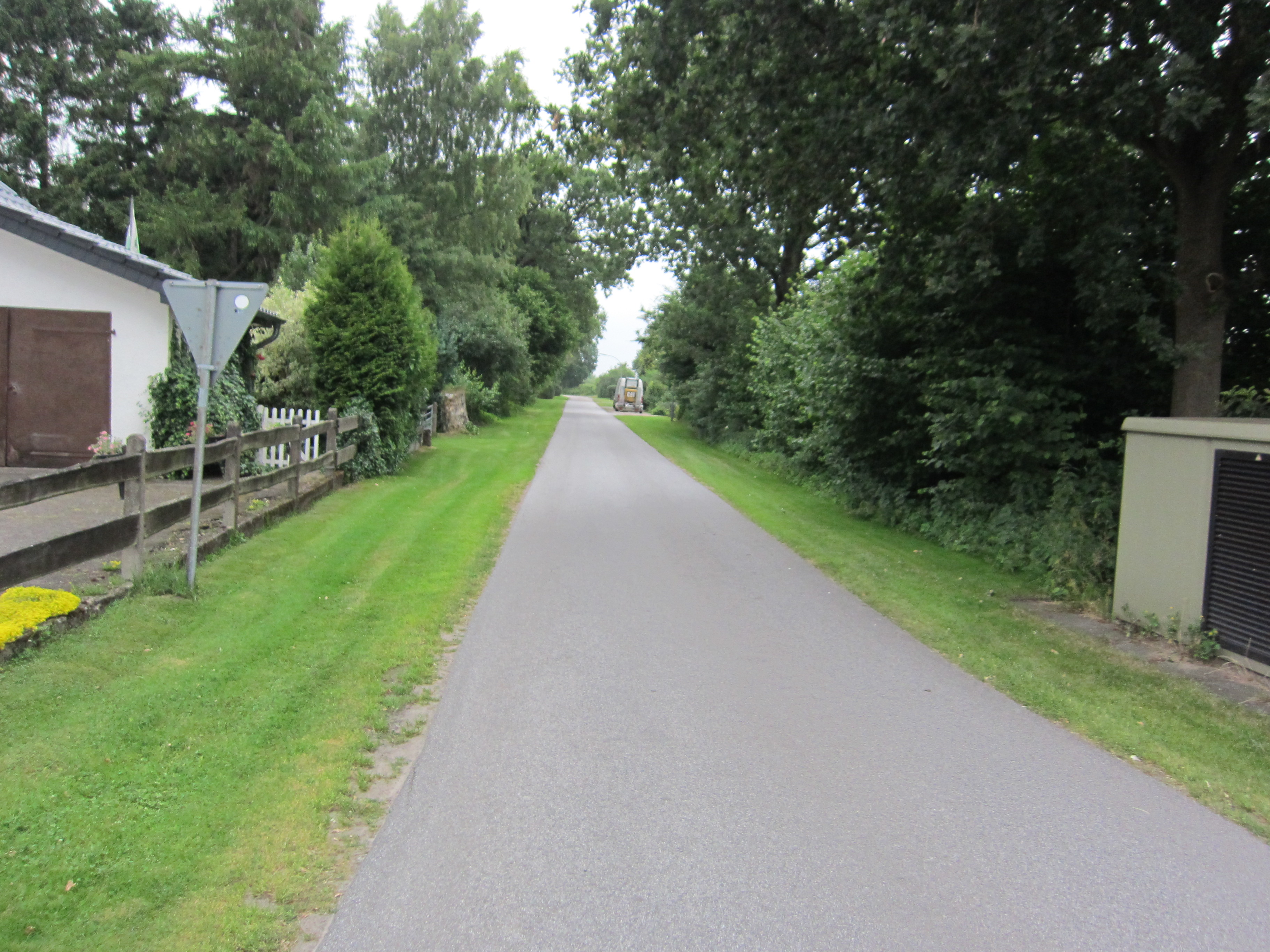